# Miguel de Icaza
Miguel De Icaza (né en 1972 à Mexico) - parfois surnommé MDI - est un programmeur mexicain, principalement connu pour avoir été le meneur du projet GNOME.

## Parcours
Il fut le meneur du projet libre GNOME lancé en 1997 et destiné à apporter la convivialité au système GNU/Linux (en alternative à KDE, basé sur la bibliothèque graphique Qt, à l'époque propriétaire). En 1999, il reçoit le prix pour le développement du logiciel libre de la FSF pour sa contribution au logiciel libre à travers le projet GNOME.
Par la suite, il devient l'un des cofondateurs de la société Ximian (initialement appelée Helixcode), qui commercialise notamment des versions paquetées de GNOME. Ximian est ensuite rachetée par Novell, où Miguel de Icaza a travaillé jusque 2011 en qualité de vice-président chargé du développement.
Miguel de Icaza est connu pour son franc-parler et son goût pour la polémique. Il a en particulier alimenté la « guerre des bureaux » entre KDE et GNOME et s'est fait remarquer par une provocation sous la forme d'une critique du système UNIX lors d'une conférence[précision nécessaire]. puis en déclarant que Linux en tant qu'OS de bureau « grand public » était un échec. Un débat s'est ensuivi avec Linus Torvalds, Alan Cox et de nombreux autres intervenants sur la page Google+ de Sriram Ramkrishna.
Il a également lancé en 2001 le projet Mono, une mise en œuvre libre de la plate-forme de développement Microsoft .NET. Il n'a pas participé aux négociations qui ont précédé l'accord du 2 novembre 2006 passé entre Novell et Microsoft, lequel concerne en partie le projet Mono et les risques de poursuite pour violation de brevets.
En 2011, à la suite du rachat de Novell par Attachmate, il fonde Xamarin pour poursuivre le développement de Mono.
Après un succès grandissant d'année en année, Xamarin est revendu à Microsoft le 18 mars 2016. Le 31 mars 2016 à la conférence Build de Microsoft, il déclare être heureux de rejoindre l'équipe .Net et que cela ponctue l'entretien d'embauche le plus long de sa vie. À cette conférence, il annonce la gratuité de la solution Xamarin intégrée à Visual Studio ainsi que le passage du Runtime Xamarin en Open Source.

## Cinéma
En 2001, il a fait une apparition dans le film Antitrust.